# Павзий
Павзий (Павсий; греч. Παυσίας, около 390—330 гг. до н. э.) — древнегреческий живописец, родом из Сикиона, современник Апеллеса, ученик Памфила.
Павзий писал преимущественно фигуры детей и животных, а также цветы, и первый стал расписывать потолки арабесками, цветами и отдельными фигурами. По преданию, он усовершенствовал живопись на воске. Живописец гордился своим умением закончить любую картину всего за 24 часа.
Его самая известная работа называлась «Жертвоприношение быков» и была дополнена его сыном Аристолаем. В театре Помпея в Риме имелось изображение этой картины Павзия. Некоторые настенные росписи Павзия упомянуты географом Павсанием в его «Описаниях Эллады».
Плиний пишет: «В юности он любил Гликеру, свою одногорожанку. Она была изобретательна в плетении венков. Состязаясь в подражании ей, он довёл это искусство до многочисленнейшего разнообразия в сочетаниях цветов. Наконец написал он и её саму сидящей с венком. Это одна из знаменитейших картин…». Г. А. Таронян в комментариях к Плинию отмечает, что Гликера — имя многих известных гетер, но не только гетер, и из-за этого Павсий также мог быть причислен к «порнографам».